# Gajówka Dziewcza Góra
Gajówka Dziewcza Góra – zniesiona nazwa osady leśnej w Polsce, położonej w województwie śląskim, w powiecie lublinieckim, w gminie Pawonków].
W latach 1975–1998 miejscowość administracyjnie należała do województwa częstochowskiego.
Nazwa miejscowości została zniesiona w 2022 r.